# Сеймур, Хорас
Хорас Джеймс Сеймур (англ. Horace James Seymour; 26 февраля 1885 — 8 сентября 1978) — британский дипломат.
Прапраправнук 1-го маркиза Хартфорда Франсиса Сеймура-Конвея. Учился в Итонском колледже и Тринити-колледже Кембриджа.
С 1908 года начал службу в британском Министерстве иностранных дел.
В 1919 году — 2-й секретарь посольства Великобритании в США.
В 1932—1936 годах — главный личный секретарь министра иностранных дел Великобритании.
В 1936—1939 годах — посланник Великобритании в Иране.
В 1939—1942 годах — помощник заместителя министра иностранных дел.
В 1942—1946 годах — Чрезвычайный и Полномочный посол Великобритании в Китае.
С 1947 года — на пенсии.
С 1917 года был женат на Вайолет Эми Эрскин (Violet Amy Erskine), праправнучке Томаса Эрскина, 1-го барона Эрскина. В семье родились 3 дочери и сын Хью.
Рыцарь Большого креста ордена Святых Михаила и Георгия (1946, рыцарь-командор 1939, кавалер 1927). Командор Королевского Викторианского ордена (1936).